# Turkmenistans nationella mattmuseum
Turkmenistans nationella mattmuseum (turkmeniska: Türkmen halysynyň milli muzeýi) är ett textilmuseum i Asjchabad i Turkmenistan, som öppnade 1994.
Museets nuvarande byggnad invigdes 2008 och har en yta på ungefär 5 000 kvadratmeter. 
Museet har flera stora mattor, som är vävda av Tekenomader, bland annat en på 193 m², som vävdes 1941 av 40 personer och väger ett ton och som gjordes som ridå för Bolsjojteatern i Moskva.
På Turkmenistans nationella mattmuseum visas också världens näst största matta, på 14 x 21 meter. Den vävdes 2001, väger ett ton, och vävdes för att fira Turkmenistans tioårsjubileum som självständig stat efter Sovjetunionens upplösning.

## Bildgalleri

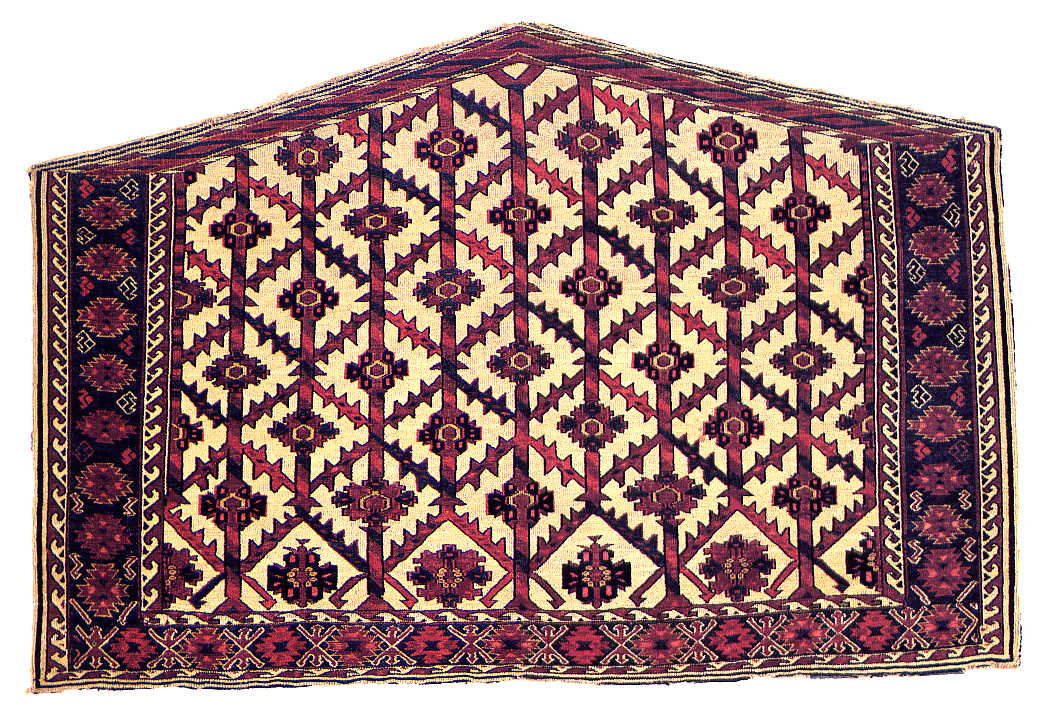
Asmalyk (bröllopsprocessionsmatta) av Yomutnomader från 1700- eller 1800-talet
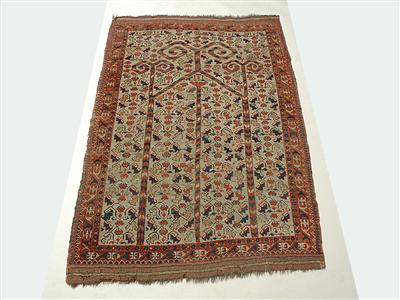
Ersari-bönematta
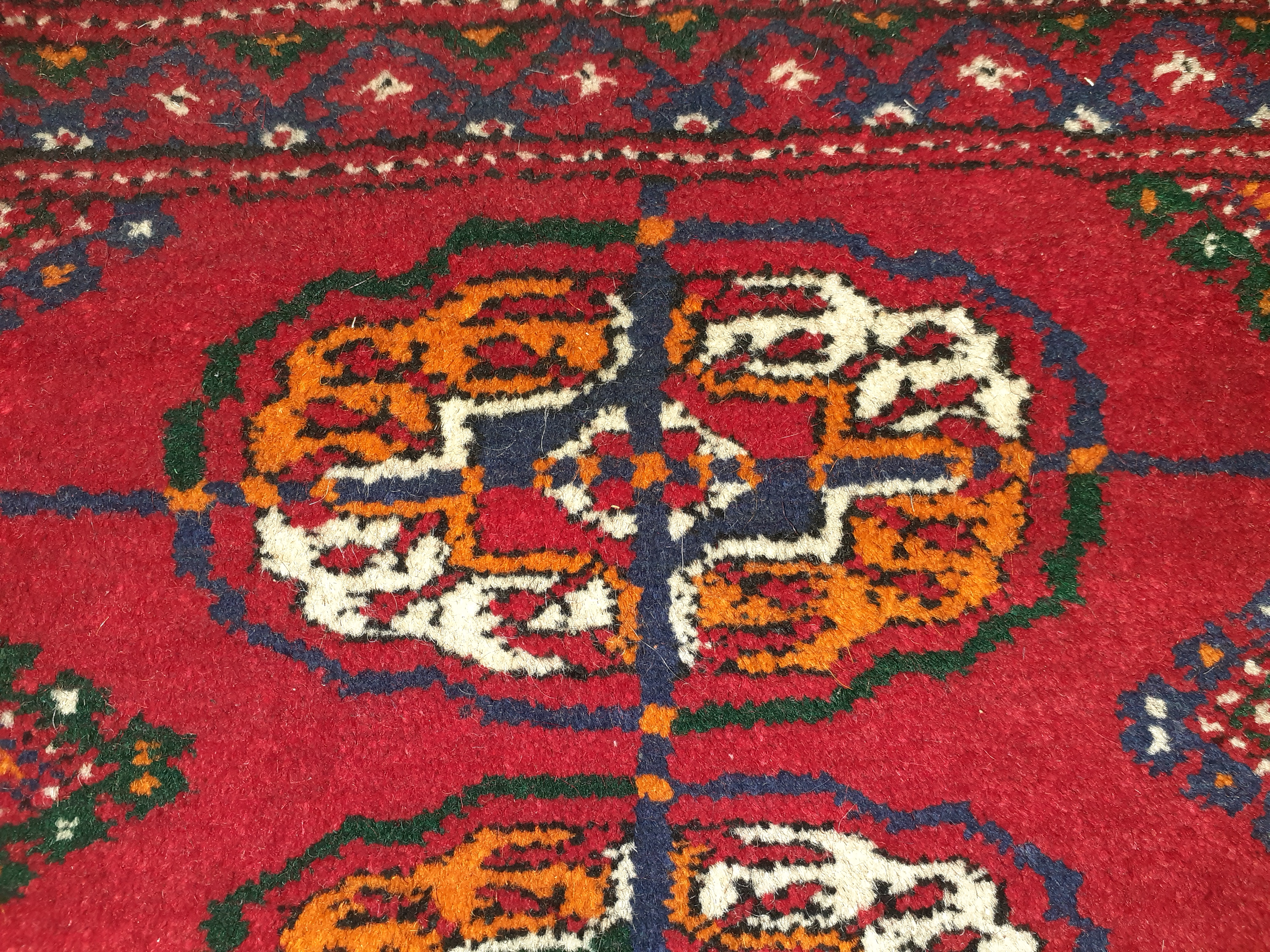
Typiskt teke-göl
Teke-matta från 1800-talet
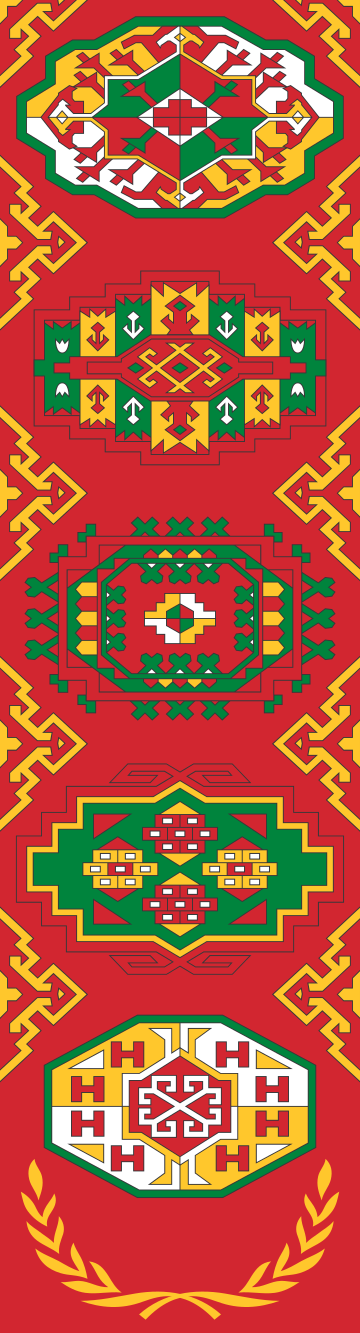
De fem turkmenska nomadfolkens respektive göl
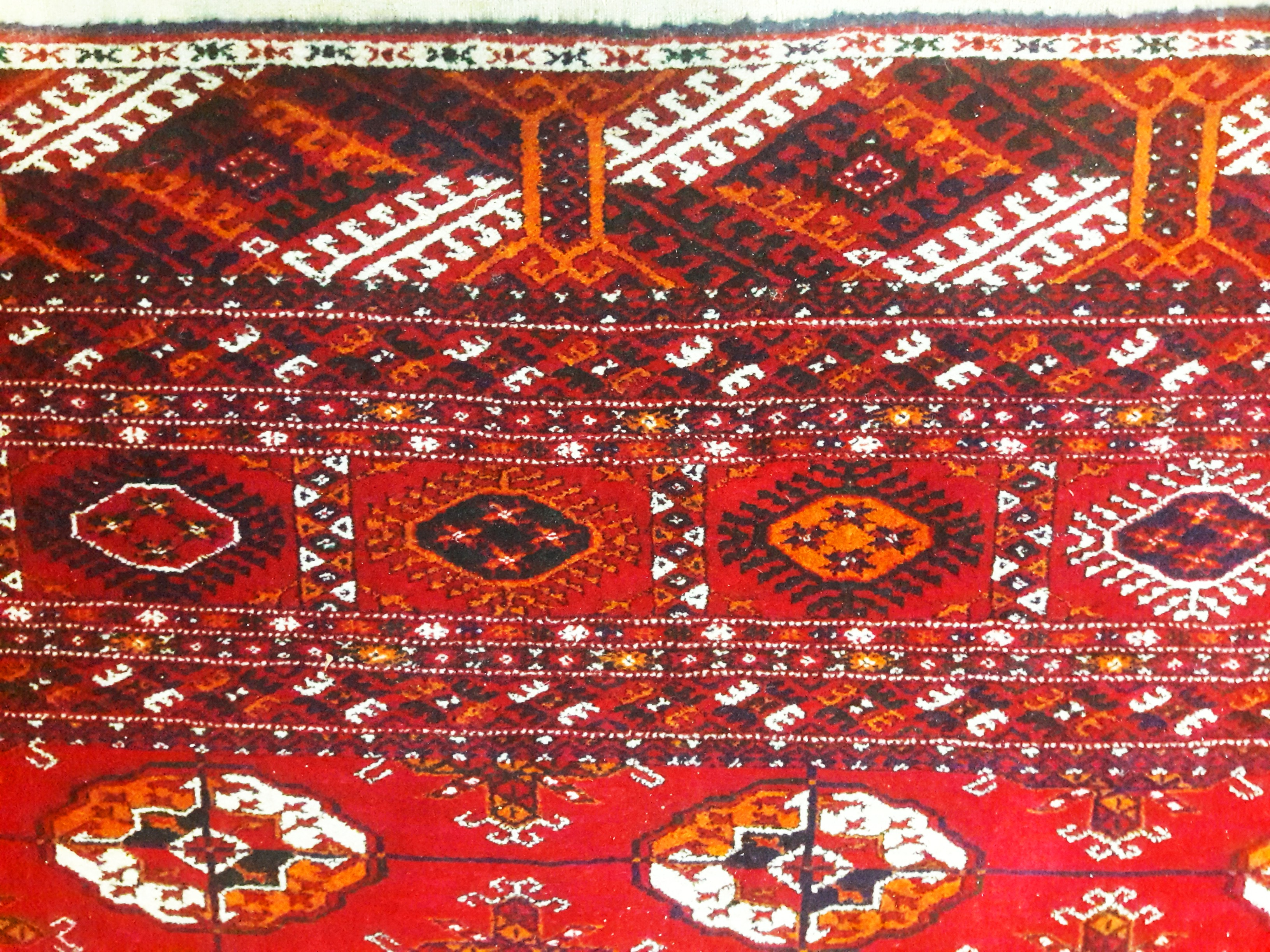
Turkmenska mattmönster
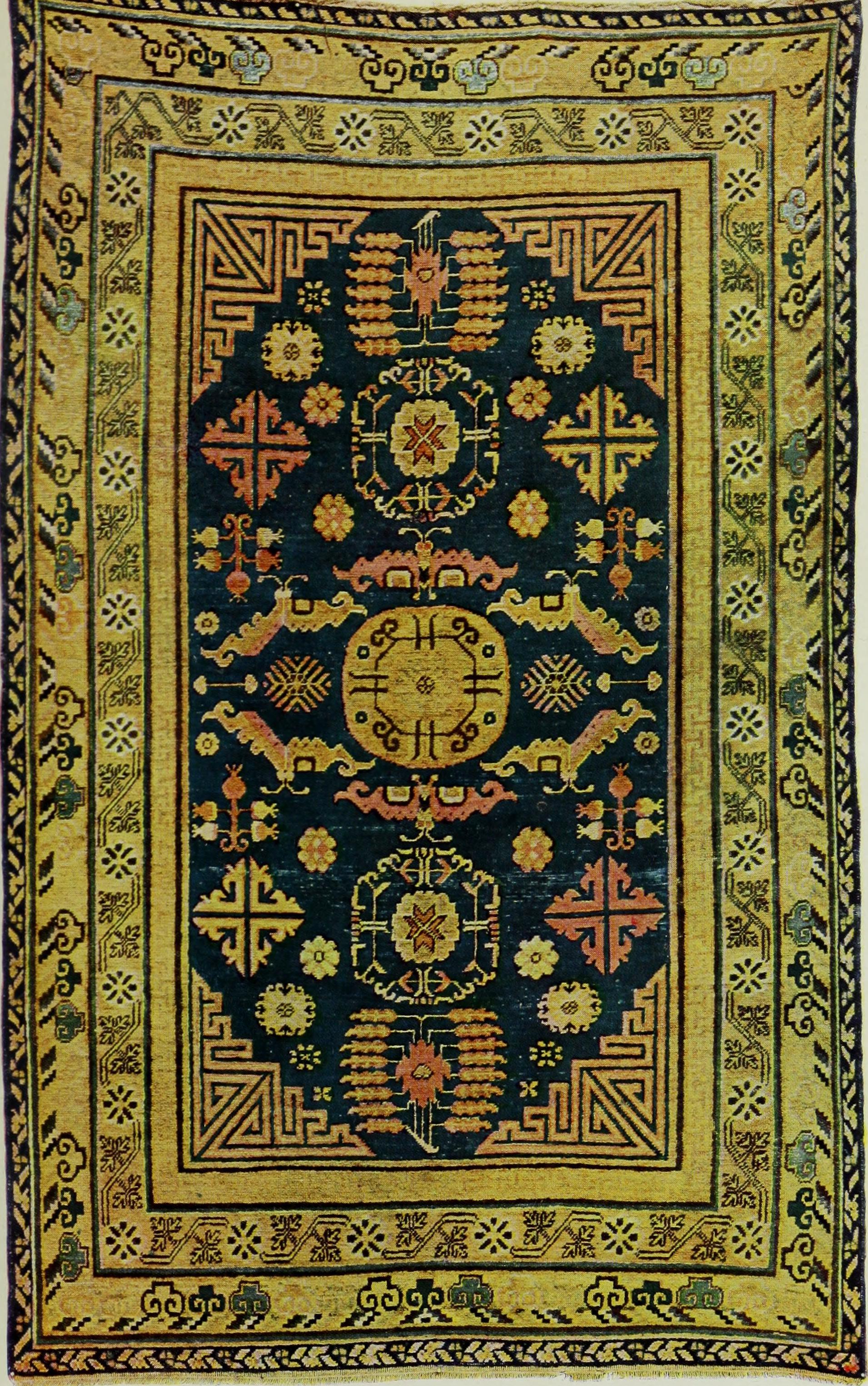
Turkmensk Samarkand-matta från 1922